# آب‌انبار درب ریگ نوش‌آباد
آب‌انبار درب ریگ نوش‌آباد مربوط به دوره قاجار است و در شهر نوش‌آباد، محله درب ریگ واقع شده و این اثر در تاریخ ۱۱ مرداد ۱۳۸۴ با شمارهٔ ثبت ۱۲۳۲۲ به‌عنوان یکی از آثار ملی ایران به ثبت رسیده است.